# أرابز غوت تالنت (الموسم 4)
الموسم الرابع من أرابز غوت تالنت إنطلق في 19 ديسمبر 2014. من أبرز التعديلات التي جرت في هذا الموسم هو إضافة الباز الذهبي وهو حق لكل عضو في لجنة التحكيم يمكن إستعماله مرة واحدة في مرحلة التصفيات ويؤهل المتشارك المتحصل عليه مباشرة للنصف نهائيات. الحكام الأربعة هم نجوى كرم وعلي جابر وناصر القصبي وأحمد حلمي. ومقدمي البرنامج وهما ريا أبي راشد وقصي خضر إلى جانب مقدمة الكواليس ناردين فرج.إذا وقع تعادل عند اختيار المتأهل الثاني للحلقة النهائية، يتم الاحتكام إلى تصويت الجمهور حيث يتأهل من تحصل على المركز الثاني حسب عدد الأصوات. تعرض حلقة إضافية مسماة «أرابز غوت تالنت إكسترا» والتي تعرض بعد حلقات النصف نهائيات المباشرة وهي ترصد كواليس حلقات نصف النهائي وتقوم بالحديث مع المشتركين والحكام والمدربين وغيرهم وتقدمها الإعلامية المصرية ناردين فرج.
فاز بهذا الموسم المغربي الجزائري والذي يحمل كذلك الجنسية الفرنسية صلاح إنترتاينر الذي كان قد سبق وفاز بالنسخة الفرنسية من هذا البرنامج لا فرانس أ أنكروايابل تالون في 2006.

## مرحلة المقابلات
أجريت مرحلة مقابلات هذا الموسم في عدة دول عربية، قام خلالها فريق إنتاج البرنامج ولجنة التحكيم باختيار أفضل المتقدمين لكي ينتقلوا إلى مرحلة الأستوديو في بيروت. الدول والمدن التي جرت فيها المقابلات هذا الموسم هي التالية:
- الأردن:
- مصر:
- الإمارات العربية المتحدة:
- الكويت:
- البحرين:
- لبنان وسوريا:
- الجزائر:
- تونس:
- المغرب:

## عروض وضيوف الشرف
تم القيام بعروض خاصة باستضافة فرق أو مشاهير عالميين، واستضيفوا كالأتي:
- النصف نهائيات:
  - الأسبوع الأول من النصف نهائيات: عرض لرقص إيقاعي وتعبيري قدمته الفرقة الإسبانية المشهورة لوس بيبانكوس (Los Vivancos).
  - الأسبوع الثاني من النصف نهائيات: عرض بهلواني قدمته الفيتنامية المشهورة تو هيان (Thu Hien).
  - الأسبوع الثالث من النصف نهائيات: عرض خفة يد وسحر وتغيير الملابس بسرعة كبيرة مباشرة على المسرح قدمه الثنائي الألماني الأرمني والروسي أس أو أس أند فكتوريا بتروسيان (Sos and Victoria Petrosyan).
  - الأسبوع الرابع من النصف نهائيات: في افتتاحية الحلقة تم استضافة حلا الترك  للغناء وهي مشتركة في الجزء الأول، ثم في اختتام الحلقة تم القيام بعرض رقص تعبيري باستخدام التكنولوجيا قدمه الثنائي المشهور والذي شاك في أمريكا غوت تالنت في السنة الفارطة بلو جورناي (Blue Journey).
  - الأسبوع الخامس من النصف نهائيات: عرض بهلواني وأكتروباتي باستخدام الدوائر قدمه الثنائي الألماني الهولندي المشهور ويل سانسايشن (Wheel Sensation) ويتكون من بوي لويان (Boy Looijen) وكذلك لورا ستاليتش (Laura Stullich).

في الحلقة الثانية من النصف نهائيات شارك ثلاثة مشهورين كمتسابقين هم ناديا قزي وهي عازفة بيانو مشهورة، وكذلك صلاح إنترتاينر (Salah Entertainer) وهو الفائز بالنسخة الأولى من لا فرانس أ أنكروايابل تالون لسنة 2006 وهي النسخة الفرنسية من البرنامج وكذلك Junbox وهو الفائز بالنسخة الثانية من بلجيومز جوت تالنت لسنة 2013 وهي النسخة البلجيكية من البرنامج.

## التصفيات النصف النهائية
شهدت المرحلة النصف النهائية من الجزء الرابع لأرابز غوت تالنت بث جميع حلقات المرحلة القبل أخيرة بثا مباشرا على الهواء.

### الأسبوع الأول 2015.01.31
| مفتاح | اعتراض الحكام | اختيار الحكام | حاصل على المركز الأول بتصويت الجمهور، انتقال مباشرة إلى النهائيات. | حاصل على المركز الثاني أو الثالث بتصويت الجمهور، واختاره الحكام للانتقال للنهائيات. | حاصل على المركز الثاني أو الثالث بتصويت الجمهور، ولم يختره الحكام |

| التسلسل | المؤدي                  | الموهبة                        | البلد           | اعتراض واختيار الحكام | اعتراض واختيار الحكام | اعتراض واختيار الحكام | اعتراض واختيار الحكام |
| التسلسل | المؤدي                  | الموهبة                        | البلد           | أحمد                  | ناصر                  | نجوى                  | علي                   |
| ------- | ----------------------- | ------------------------------ | --------------- | --------------------- | --------------------- | --------------------- | --------------------- |
| 1       | حركة وتر                | عزف على الكمان                 | مصر             | —                     | —                     | —                     |                       |
| 2       | سفيان                   | رقص (Popping) وعرض كرة كريستال | الجزائر/ فرنسا  | —                     | —                     | —                     | —                     |
| 3       | سيراج باند (Siraj Band) | الغناء                         | المغرب          | —                     | —                     | —                     | —                     |
| 4       | عمر وكلاوديا            | سيرك إستعراضي                  | المغرب/ إسبانيا | —                     | —                     | —                     |                       |
| 5       | كارن وتلما              | رقص                            | لبنان           |                       |                       |                       | —                     |
| 6       | حسين الدرويش            | رقص تعبيري                     | العراق          | —                     | —                     | —                     | —                     |
| 7       | ياسمينا                 | غناء                           | مصر             | —                     | —                     | —                     | —                     |
| 8       | ممدوح المرزوق           | سحر وألعاب خفة                 | السعودية        | —                     | —                     | —                     | —                     |

### الأسبوع الثاني 2015.02.7
| التسلسل | المؤدي                             | الموهبة                    | البلد                  | اعتراض واختيار الحكام | اعتراض واختيار الحكام | اعتراض واختيار الحكام | اعتراض واختيار الحكام |
| التسلسل | المؤدي                             | الموهبة                    | البلد                  | أحمد                  | ناصر                  | نجوى                  | علي                   |
| ------- | ---------------------------------- | -------------------------- | ---------------------- | --------------------- | --------------------- | --------------------- | --------------------- |
| 1       | Crazy Dunkers                      | إستعراض بهلواني لكرة السلة | الجزائر/ فرنسا         | —                     |                       |                       | —                     |
| 2       | Hand Band                          | عرض إيقاعي                 | مصر                    | —                     | —                     | —                     | —                     |
| 3       | JunBox                             | رقص (Popping)              | الصومال/ بلجيكا        | —                     | —                     | —                     | —                     |
| 4       | شهد العميري                        | غناء                       | الكويت                 | —                     | —                     | —                     | —                     |
| 5       | مصطفى تمساح                        | العزف على آلات موسيقية     | لبنان                  | —                     | —                     | —                     | —                     |
| 6       | Dou and Zorg                       | رسم تعبيري بالخط العربي    | المغرب                 | —                     | —                     | —                     | —                     |
| 7       | ناديا قزي                          | العزف على البيانو          | لبنان/ اليابان         |                       | —                     | —                     |                       |
| 8       | صلاح إنترتاينر (Salah Entertainer) | رقص (Popping)              | الجزائر/ المغرب/ فرنسا | —                     | —                     | —                     | —                     |

### الأسبوع الثالث 2015.02.14
| التسلسل | المؤدي           | الموهبة             | البلد                        | اعتراض واختيار الحكام | اعتراض واختيار الحكام | اعتراض واختيار الحكام | اعتراض واختيار الحكام |
| التسلسل | المؤدي           | الموهبة             | البلد                        | أحمد                  | ناصر                  | نجوى                  | علي                   |
| ------- | ---------------- | ------------------- | ---------------------------- | --------------------- | --------------------- | --------------------- | --------------------- |
| 1       | Mayada Crew      | رقص جماعي (Popping) | الجزائر/ تونس/ فرنسا         |                       | —                     |                       | —                     |
| 2       | عائشة            | الغناء              | السعودية                     | —                     | —                     | —                     | —                     |
| 3       | Very Bad Team    | رقص جماعي (Popping) | تونس/ الجزائر/ المغرب/ فرنسا | —                     |                       | —                     |                       |
| 4       | أولاد ياسين      | سيرك                | مصر                          | —                     | —                     | —                     | —                     |
| 5       | حمو              | اللعب بالفقاقيع     | الجزائر                      | —                     | —                     | —                     | —                     |
| 6       | Nabilson         | حركات أكروباتية     | الجزائر/ فرنسا               | —                     | —                     | —                     | —                     |
| 7       | بيت العود العربي | العزف على العود     | مصر/ روسيا                   | —                     | —                     | —                     | —                     |
| 8       | Tiesto Robot     | رقص (Popping)       | مصر                          | —                     | —                     | —                     | —                     |

### الأسبوع الرابع 2015.02.21
| التسلسل | المؤدي               | الموهبة                       | البلد                        | اعتراض واختيار الحكام | اعتراض واختيار الحكام | اعتراض واختيار الحكام | اعتراض واختيار الحكام |
| التسلسل | المؤدي               | الموهبة                       | البلد                        | أحمد                  | ناصر                  | نجوى                  | علي                   |
| ------- | -------------------- | ----------------------------- | ---------------------------- | --------------------- | --------------------- | --------------------- | --------------------- |
| 1       | Moulla               | عرض مختلط بالسحر والتكنولوجيا | الجزائر/ فرنسا               | —                     | —                     | —                     | —                     |
| 2       | طرب على الحطب        | غناء جماعي                    | الأردن                       | —                     | —                     | —                     |                       |
| 3       | فانيسا نصار          | عزف على الكمان                | لبنان                        | —                     | —                     | —                     | —                     |
| 4       | محمد الشيخ           | عرض ليونة وحركات أكروباتية    | فلسطين                       | —                     | —                     | —                     | —                     |
| 5       | هبة                  | الغناء                        | المغرب                       | —                     | —                     | —                     | —                     |
| 6       | PriZon Break Rockerz | رقص جماعي (Popping)           | تونس/ الجزائر/ المغرب/ فرنسا | —                     | —                     | —                     | —                     |
| 7       | Raja Crew            | رقص جماعي                     | المغرب                       | —                     | —                     | —                     | —                     |
| 8       | Marawa The Amazing   | رقص بحلقات Hula hoop          | الصومال/ الولايات المتحدة    |                       |                       |                       | —                     |

### الأسبوع الخامس 2015.02.28
| التسلسل | المؤدي            | الموهبة                   | البلد         | اعتراض واختيار الحكام | اعتراض واختيار الحكام | اعتراض واختيار الحكام | اعتراض واختيار الحكام |
| التسلسل | المؤدي            | الموهبة                   | البلد         | أحمد                  | ناصر                  | نجوى                  | علي                   |
| ------- | ----------------- | ------------------------- | ------------- | --------------------- | --------------------- | --------------------- | --------------------- |
| 1       | Duo Sora          | رقص تعبيري ثنائي          | المغرب/ فرنسا | —                     | —                     | —                     | —                     |
| 2       | إيما مفوض         | عرض بالحيوانات            | لبنان         | —                     | —                     | —                     | —                     |
| 3       | إبراهيم حسن تنورة | الرقص بالتنورة مع النار   | مصر           | —                     | —                     | —                     | —                     |
| 4       | LeBam             | أوركسترا جماعية           | لبنان         | —                     | —                     | —                     | —                     |
| 5       | محمد وفرات غربي   | حركات بهلوانية وأكروباتية | تونس/ فرنسا   | —                     |                       |                       |                       |
| 6       | عمرو عمروسي       | رقص تعبيري                | مصر           | —                     | —                     | —                     | —                     |
| 7       | التخت الشرقي      | عزف وغناء جماعي           | فلسطين        | —                     | —                     | —                     | —                     |
| 8       | Snoupy            | لعب بالحلقات وفن الشارع   | المغرب        |                       | —                     | —                     | —                     |

## النهائي 2015.03.7
| مفتاح | اعتراض الحكام | اختيار الحكام | الفائز بالمسابقة | الحاصل على المركز الثاني. | الحاصل على المركز الثالث. |

| التسلسل | المؤدي                             | الموهبة                    | البلد                        | اعتراض واختيار الحكام | اعتراض واختيار الحكام | اعتراض واختيار الحكام | اعتراض واختيار الحكام |
| التسلسل | المؤدي                             | الموهبة                    | البلد                        | أحمد                  | ناصر                  | نجوى                  | علي                   |
| ------- | ---------------------------------- | -------------------------- | ---------------------------- | --------------------- | --------------------- | --------------------- | --------------------- |
| 1       | ياسمينا                            | غناء                       | مصر                          | —                     | —                     | —                     | —                     |
| 2       | كارن وتلما                         | رقص                        | لبنان                        | —                     | —                     | —                     | —                     |
| 3       | صلاح إنترتاينر (Salah Entertainer) | رقص (Popping)              | الجزائر/ المغرب/ فرنسا       | —                     | —                     | —                     | —                     |
| 4       | Crazy Dunkers                      | إستعراض بهلواني لكرة السلة | الجزائر/ فرنسا               | —                     | —                     | —                     | —                     |
| 5       | Nabilson                           | حركات أكروباتية            | الجزائر/ فرنسا               | —                     | —                     | —                     | —                     |
| 6       | Very Bad Team                      | رقص جماعي (Popping)        | تونس/ الجزائر/ المغرب/ فرنسا | —                     | —                     | —                     | —                     |
| 7       | محمد الشيخ                         | عرض ليونة وحركات أكروباتية | فلسطين                       | —                     | —                     | —                     | —                     |
| 8       | Marawa The Amazing                 | رقص بحلقات Hula hoop       | الصومال/ الولايات المتحدة    | —                     | —                     | —                     | —                     |
| 9       | Duo Sora                           | رقص تعبيري ثنائي           | المغرب/ فرنسا                | —                     | —                     | —                     | —                     |
| 10      | محمد وفرات غربي                    | حركات بهلوانية وأكروباتية  | تونس/ فرنسا                  | —                     | —                     | —                     | —                     |

## مقالات ذات صلة
- أرابز غوت تالنت.
- أرابز غوت تالنت - الموسم الأول.
- أرابز غوت تالنت - الموسم الثاني.
- أرابز غوت تالنت - الموسم الثالث.

## وصلات خارجية
- الموقع الرسمي للموسم الرابع.
- أرابز غوت تالنت  على فيسبوك. على فيسبوك.